# Niżnije Lemiezy
Niżnije Lemiezy (ros. Нижние Лемезы) – wieś (sieło) w Rosji, w Baszkortostanie, w rejonie iglińskim. W 2010 liczyła 707 mieszkańców.